# Żemczużyna Jałta
Żemczużyna Jałta (ukr. Футбольний клуб «Перлина» Ялта, Futbolnyj Kłub "Perłyna" Jałta; ros. «Жемчужина» Ялта, krym. Jemçujina Yalta) – ukraiński klub piłkarski z siedzibą w Jałcie w Republice Autonomicznej Krymu. Założony w roku 2010.
W sezonie 2012/13 występował w rozgrywkach ukraińskiej Drugiej Lihi.

## Historia
Chronologia nazw:
- 2010–...: Żemczużyna Jałta (ukr. «Перлина» Ялта)

Po zakończeniu rundy jesiennej sezonu 2010/2011 klub Feniks-Illiczoweć Kalinine ogłosił o rozformowaniu, a w grudniu 2010 został założony nowy klub o nazwie Żemczużyna Jałta, do którego przeszedł sztab szkoleniowy z wieloma piłkarzami, chociaż po ukraińsku nazwa brzmi Perłyna Jałta. 25 grudnia 2010 roku rozegrał pierwszy swój kontrolny mecz w którym pokonał 3:0 klub FK Ołeksandrija. W sezonie 2012/2013 startował w Drugiej Lidze, ale po zakończeniu sezonu nie otrzymał licencji dla kontynuowania występów.

## Sukcesy
- 4 miejsce w Drugiej Lidze, grupa 3 (1 x):

2012/2013
- 1/16 finału Pucharu Ukrainy (1 x):

2012/2013

## Trenerzy
- 12.2010-...:  Iwan Maruszczak

## Inne
- Jałos Jałta